# Paul Henderson (athlétisme)
Pour les articles homonymes, voir Paul Henderson.
Paul Henderson (né le 13 mars 1971 à Casino) est un ancien athlète australien, spécialiste du sprint et du relais 4 × 100 m.
Il est médaillé d'argent en 1995, aux championnats du monde de plein air à Göteborg, du relais 4×100 m avec l'équipe australienne.
Ses meilleures performances sont :
- 100 m : 10 s 27 à Windsor (Ontario) le 5 juillet 1996
- 200 m : 20 s 63 à Brisbane le 6 mars 1993

Il détient le record d'Océanie du relais 4 × 100 m en 38 s 17.